# تريزا فو
تريزا فو (بالصينية: 傅穎) هي عارضة ومغنية وممثلة صينية وهونغ كونغ، ولدت في 22 سبتمبر 1984 في الصين.

## وصلات خارجية
- تريزا فو على موقع IMDb (الإنجليزية)
- تريزا فو على موقع ألو سيني (الفرنسية)
- تريزا فو على موقع ميوزك برينز (الإنجليزية)
- تريزا فو على موقع أول موفي (الإنجليزية)
- تريزا فو على موقع قاعدة بيانات الفيلم (الإنجليزية)
- تريزا فو على موقع كينوبويسك (الروسية)